# Rhamnus purshiana
Rhamnus purshiana är en brakvedsväxtart. Rhamnus purshiana ingår i släktet getaplar, och familjen brakvedsväxter.

## Underarter
Arten delas in i följande underarter:
- R. p. annonifolia
- R. p. purshiana
- R. p. ultramafica

## Bildgalleri

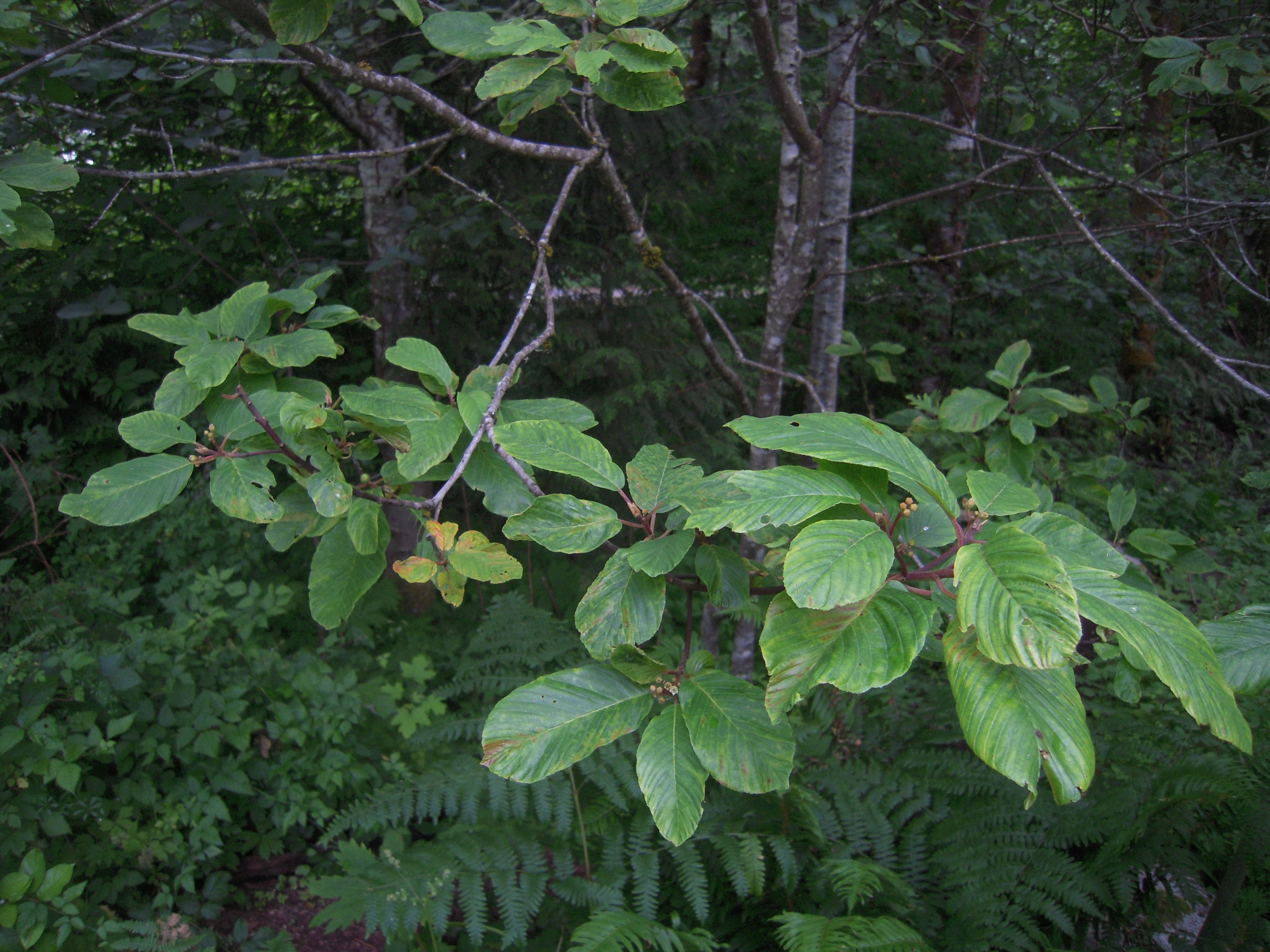
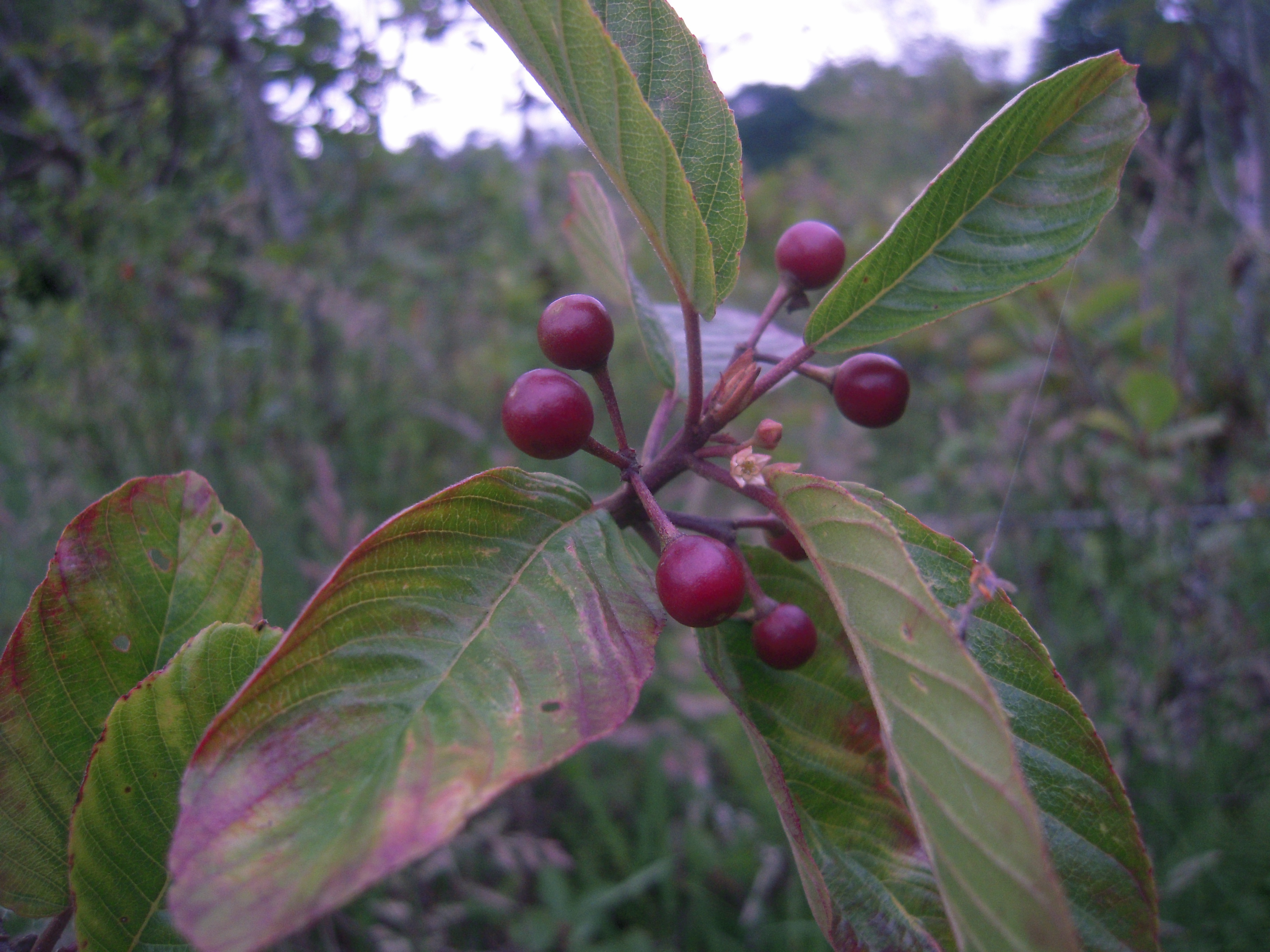
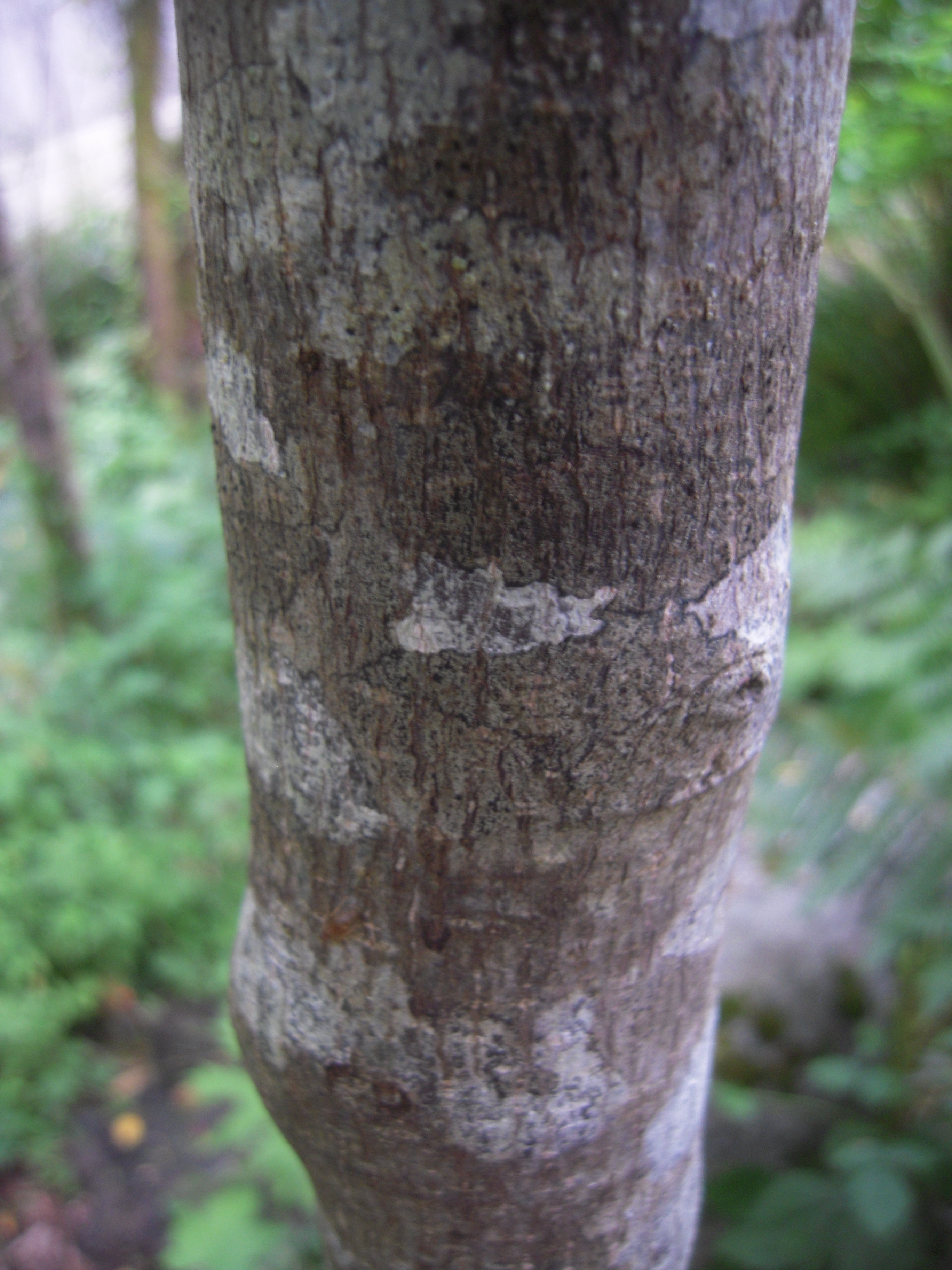